# Яковлев, Михаил Павлович (бригадир)
О Герое Советского Союза см. статью Яковлев, Михаил Павлович
Михаил Павлович Яковлев (12 июля 1935) — бригадир комплексной бригады Совхоза «Спартак» Ясиноватского района Донецкой области, ударник, лауреат Государственной премии СССР (1986).

## Биография
Родился 12 июля 1935 года в деревне Лопатины Барановского с/совета (Пухновский с/совет) Усминского района, Великолукской обл. (Псковская обл.) (ныне Пухновская волость Куньинского района)
В 1956 г. закончил Усминскую среднюю школу Великолукской обл.
В 1962 г. окончил техникум промавтоматики г. Донецка, работал на шахте им. Засядько, горным мастером, помощником начальника, зам. начальника, (начальником участка был герой соц. труда Бубнов А. Я., директор шахты Середа В. А.)
В 1970 г. окончил заочно Луганский с/хоз институт по специальности — агрономия.
В 1974 г. был принят помощником бригадира в Совхоз Спартак, Ясиноватского р-на, Донецкой обл.(директор Минаев Г. Д. — герой соцтруда).
В июне 1974 года назначен бригадиром комплексной бригады, по выращиванию раннего картофеля.
В 1987 г. вышла технология производства М. П. Яковлева «Ранний картофель».

## Награды и признание
- Лауреат Государственной премии СССР (1986) — за выдающиеся достижения в труде, большой личный вклад в увеличение производства и повышение качества продукции[2].
- Орден Трудового Красного знамени (1979)[3].
- Нагрудный знак «Отличник социалистического соревнования УССР» (1963) — за достигнутые успехи в социалистическом соревновании.[4]
- Бронзовая медаль ВДНХ (1980) — за достигнутые успехи в развитии народного хозяйства СССР[5].
- Диплом почета с натуральной премией автомобилем Москвич 412 (1985) — за успехи, достигнутые в 1985 г. в развитии с/хоз производства[6].
- Портрет Яковлева М. П. был выставлен на аллее Трудовой славы Выставки достижений народного хозяйства проходившей в 1985 году — «за достижение выдающихся успехов в социалистическом соревновании, за повышение эффективности производства и качество работы, успешное выполнение заданий и социалистических обязательств на 1984 год»[7].
- Ударник 10, 11, 12 пятилеток.